# National Hurricane Center
Das National Hurricane Center (NHC) ist eine Abteilung des dem National Weather Service der Vereinigten Staaten angegliederten Tropical Prediction Center und der National Oceanic and Atmospheric Administration (NOAA) unterstellt. Der Sitz ist in Miami, Florida.

## Funktion und Geschichte
Die Gründung geht auf eine Anweisung des amerikanischen Präsidenten William McKinley vom 5. Dezember 1898 zurück, mit welcher der Nationale Wetterdienst beauftragt wurde, ein Frühwarnnetz zum Schutz vor tropischen Wirbelstürmen aufzubauen. Mit dem Fortschritt in der Kommunikations- und Vorhersagetechnik wurden die Kompetenzen schließlich in Miami zusammengefasst und im Jahre 1967 erhielt das NHC die Verantwortlichkeit für den gesamten Nordatlantik.
Ihre Aufgabe ist die Überwachung und die Voraussage des wahrscheinlichen Verhaltens tropischer Wirbelstürme im Atlantischen und im Pazifischen Ozean östlich des 140. Längengrades westlich von Greenwich. Obwohl es sich um eine US-amerikanische Regierungsbehörde handelt, ist das NHC aufgrund der Entscheidung der World Meteorological Organization die zentrale Informationsstelle für das Gebiet, unabhängig davon, ob ein Sturm das Gebiet der Vereinigten Staaten bedroht oder nicht. Im Jahre 1988 wurde das Eastern Pacific Hurricane Center in San Francisco aufgelöst und das Gebiet dem NHC in Miami zugeschlagen.
Im Jahre 1992 hat Hurrikan Andrew das WSR-57-Wetterradar und die Windmessanlagen vom Dach des Gebäudes geblasen, in welchem damals der Sitz des NHC war. Das Wetterradar wurde durch NEXRAD ersetzt, und im Jahre 1995 zog die Behörde in eine neue hurrikansichere Einrichtung auf dem Gelände der Florida International University um.
Der frühere Direktor des National Hurricane Centers, Bob Simpson ist Mitautor der fünfstufigen Saffir-Simpson-Hurrikan-Windskala, nach der die Stärke von Hurrikanen eingeschätzt wird.
Wenn ein tropischer Sturm oder Hurrikan innerhalb der nächsten 36 Stunden erwartet wird, macht das NHC Warnungen über die Nachrichtenmedien und das NOAA Wetterradio bekannt. Die Hurricanspezialisten des NHC arbeiten von Anfang Mai bis Ende November in umlaufenden Achtstundenschichten und beobachten die Wetterentwicklung im Atlantik und im östlichen Pazifik. (Die Situation im Pazifik westlich des 140. Längengrades wird vom Joint Typhoon Warning Center überwacht.) Sobald sich ein Tiefdruckgebiet entwickelt, geben sie alle sechs Stunden Warnungen heraus. Wenn der Sturm Land bedroht, werden die Warnungen öfter bekanntgemacht. Dabei arbeiten sie mit verantwortlichen Stellen in den betroffenen Staaten zusammen. Jede Mitteilung wird von dem vorhersagenden Hurrikan-Spezialisten mit seinem Nachnamen unterzeichnet, wobei manchmal gemeinsame Vorhersagen mit anderem NHC-Personal erstellt werden.

## Organisation und Personal

### Direktoren des National Hurricane Centers
- Gordon Dunn (1965–1967)
- Robert Simpson (1967–1973)
- Neil Frank (1973–1987)
- Bob Sheets (1987–1995)
- Bob Burpee (1996–1997)
- Jerry Jarrell (1998–2000)
- Britt Max Mayfield (2000–2007)
- Xavier William Proenza (2007)
- Edward N. Rappaport (2007–2008)
- Bill Read (2008–2012)
- Richard Knabb (2012–2017)
- Kenneth Graham (seit 2018)

### Derzeitige leitende Hurrikan-Spezialisten

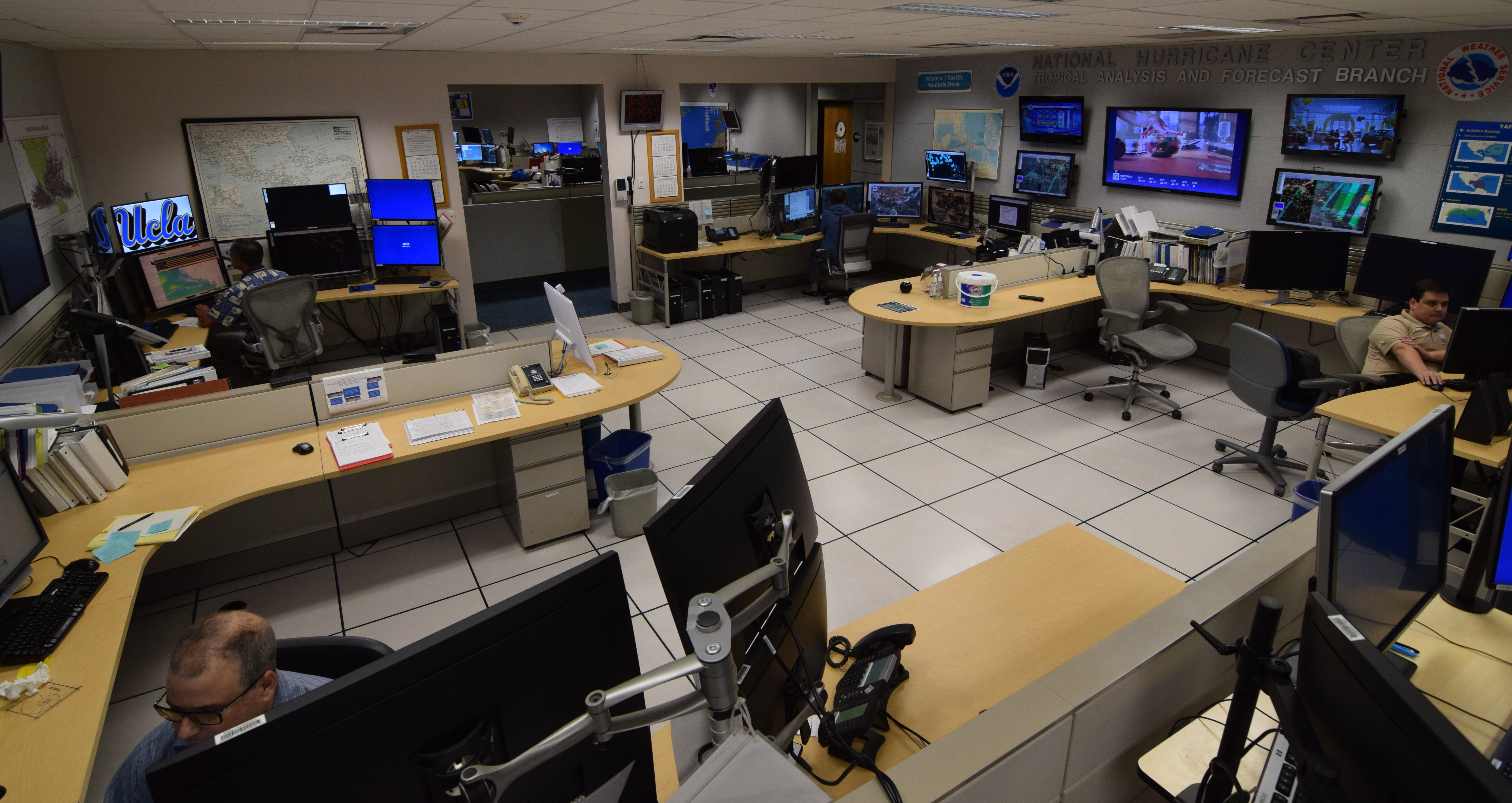
Tropical Analysis and Forecast Branch (TAFB)

- Lixion Avila, seit 1987
- Jack Beven, seit 1999
- James Franklin, seit 1999
- Richard Knabb, seit 2005
- Richard Pasch, seit 1989
- Stacy Stewart, seit 1999